# Knić
Knić (en serbe cyrillique: Кнић) est une localité et une municipalité de Serbie, située dans le district de Šumadija. Au recensement de 2011, la localité comptait 2 166 habitants, tandis que la municipalité dont elle est le centre affichait une population totale de 14 205 habitants. Knić est officiellement classé parmi les villages de Serbie, ce qui reflète son caractère rural et son mode de vie traditionnel.

## Géographie
Knić est situé dans la région centrale de la Serbie, au sein du district de Šumadija, qui est connu pour ses collines verdoyantes et ses terres agricoles fertiles. La municipalité est traversée par plusieurs rivières, dont la rivière Knić, qui contribue à l'irrigation des terres agricoles environnantes. Le paysage est caractérisé par des collines douces, des forêts et des champs cultivés, ce qui en fait une région propice à l'agriculture.
La proximité de la ville de Kragujevac, qui est un important centre économique et culturel, offre aux habitants de Knić un accès facile aux services urbains tout en préservant le charme d'un village rural. Le climat de la région est continental, avec des hivers froids et des étés chauds, favorisant ainsi l'agriculture. Les principales cultures de la région incluent le maïs, le blé, et divers fruits et légumes.

## Histoire
L'histoire de Knić remonte à plusieurs siècles, avec des traces d'occupation humaine dans la région depuis l'Antiquité. Le village a été mentionné pour la première fois dans des documents historiques au Moyen Âge, et il a connu divers changements administratifs et politiques au fil des ans, notamment pendant l'Empire ottoman et le royaume de Serbie.
Au XIXe siècle, Knić a joué un rôle dans les mouvements nationalistes serbes, notamment pendant la Révolution de 1848-1849, lorsque des habitants se sont mobilisés pour défendre leurs droits et leur identité nationale. Stevan Knićanin, une figure importante de cette période, est né à Knić et a été un acteur clé dans la lutte pour l'autonomie serbe en Voïvodine. La localité a également été touchée par les événements des deux guerres mondiales, qui ont laissé des marques indélébiles sur la population et l'infrastructure.

## Localités de la municipalité de Knić

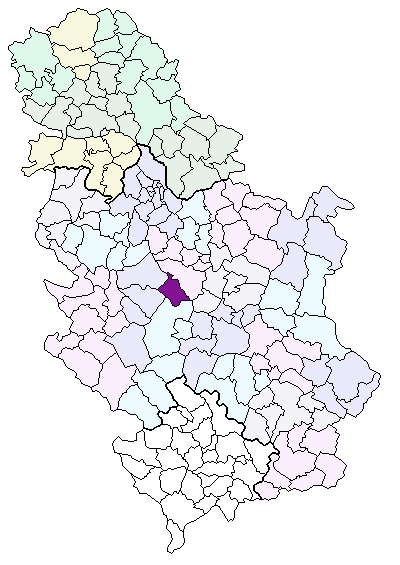
Localisation de la municipalité de Knić en Serbie

La municipalité de Knić compte 36 localités:
| - Bajčetina - Balosave - Bare - Bečevica - Borač - Brestovac - Brnjica - Bumbarevo Brdo - Vrbeta - Vučkovica - Grabovac - Grivac | - Gruža - Guberevac - Guncati - Dragušica - Dubrava - Žunje - Zabojnica - Kikojevac - Kneževac - Knić - Konjuša - Kusovac | - Leskovac - Lipnica - Ljubić - Ljuljaci - Oplanić - Pajsijević - Pretoke - Radmilović - Rašković - Sumorovac - Toponica - Čestin |

Toutes les localités de la municipalité, y compris Knić, sont classées parmi les villages «villages» (село/selo) de Serbie.

## Démographie

### Localité

#### Évolution historique de la population dans la localité
| 1948  | 1953  | 1961  | 1971  | 1981  | 1991  | 2002  | 2011  |
| ----- | ----- | ----- | ----- | ----- | ----- | ----- | ----- |
| 2 362 | 2 197 | 2 318 | 2 271 | 2 414 | 2 462 | 2 294 | 2 166 |

## Politique
Lors des élections municipales de 2020, le Parti progressiste serbe (SNS) a remporté une large victoire, bénéficiant du boycott de l'opposition. Les élections de 2024 ont confirmé cette domination du SNS à l’échelle nationale, mais les résultats précis pour Knić ne sont pas disponibles dans les sources publiques.
La municipalité est administrée par un conseil municipal élu à la proportionnelle, avec un seuil électoral de 3 %. Le maire est choisi par les conseillers et non directement par les citoyens. La gestion locale est axée sur le développement rural, l’agriculture et les infrastructures.
Pour des données détaillées, il est conseillé de consulter les archives officielles serbes.

## Économie
L'économie de Knić repose principalement sur l'agriculture, l'élevage et l'exploitation forestière. La région est notamment connue pour sa production de fruits, en particulier les prunes utilisées dans la fabrication de la rakija, une eau-de-vie traditionnelle serbe. Les cultures de céréales, de maïs et de légumes sont également répandues, et l'élevage de bétail contribue à la production de viande et de produits laitiers.
En 2018, la répartition des emplois dans la municipalité était la suivante:
- Industrie manufacturière : 565 employés
- Commerce de gros et de détail, réparation de véhicules : 288 employés
- Transports et entreposage : 115 employés
- Éducation : 178 employés
- Santé humaine et action sociale : 113 employés
- Administration publique et défense : 162 employés
- Autres secteurs : 716 employés

Le nombre total d'employés enregistrés était de 2 237.

## Personnalités
Plusieurs figures marquantes sont originaires de Knić ou y ont joué un rôle important. Parmi elles, on trouve des intellectuels, des hommes politiques, des artistes et des sportifs qui ont contribué au rayonnement de la municipalité à l’échelle nationale et internationale.
- Stevan Knićanin, qui a joué un rôle majeur dans la révolution de 1848-1849 en Voïvodine, est né et a grandi à Knić. C'est précisément à sa ville natale qu'il doit son surnom de Knićanin.
- Miloš Vasić : Athlète serbe spécialisé en aviron, ayant participé à plusieurs compétitions internationales.